# محمد عارف (نویسنده)
محمد عارف (ترکی آذربایجانی: Məmməd Arif) نویسنده، شاعر، منتقد ادبی، مترجم و مدرس اهل جمهوری آذربایجان بود. وی در ۱۰ ژوئن سال ۱۹۰۴ در باکو، امپراتوری روسیه به دنیا آمد. محمد عارف عضو اتحادیه نویسندگان جمهوری آذربایجان (سال ۱۹۳۶)، دکتر علوم فقه الغه (۱۹۵۴)، پروفسور (۱۹۵۵)، عضو غیرحضوری آکادمی ملی علوم آذربایجان شوروی (۱۹۵۵)، عضو حضوری آکادمی ملی علوم آذربایجان شوروی (۱۹۵۸) و دریافت کنندهٔ جایزه دولتی آذربایجان شوروی (۱۹۷۴) بود.

## زندگی‌نامه
محمد عارف داداش‌زاده فرزند محرم در ۱۰ ژوئن سال ۱۹۰۴ در باکو چشم به دنیا گشود. اصالتاً از شهر خیزی جمهوری آذربایجان بود. پس از فارغ‌التحصیل شدن از مدرسه روس- تاتار باکو، در دهه ۱۹۲۰ در یک مدرسه آموزگاری کرد. در سال ۱۹۲۵ از دانشکدهٔ ملی معارف دانش‌آموخته شد. بین سال‌های ۱۹۲۵ الی ۱۹۳۰ در رشته شرق‌شناسی دانشگاه دولتی آذربایجان تحصیل کرده و در میان سال‌های ۱۹۳۰–۱۹۳۱ در «دانشگاه علمی پژوهشی مردمان شرقی مسکو» در مطقع تحصیلات تکمیلی به درس خواندن ادامه داد.
بین سال‌های ۱۹۳۱–۱۹۴۱، به عنوان معلم و دانشیار کرسی زبان و ادبیات روسی فعالیت داشت. برای مدت مدیدی در دانشگاه دولتی آذربایجان کار کرده و بین سال‌های ۱۹۴۱ تا ۱۹۵۰ تصدی کرسی زبان و ادبیات روسی را عهده‌دار بوده و در سال ۱۹۵۵ درجه علمی پروفسور را اخذ نمود. افزون بر این، مابین سال‌های ۱۹۴۱ الی ۱۹۴۷ سکاندار معاونت وزیر آموزش و پرورش آذربایجان شوروی را بر عهده داشت. در سال ۱۹۴۱ به زمامداری سردبیری روزنامه «به خاطر وطن» رسیده و تا سال ۱۹۴۷ این سمت را عهده‌دار بود. وی با دفاع از پایان‌نامه خود در موضوع «مسیر نویسندگی جعفر جبارلی» دکترای خود را دریافت نمود. وی در ۲۷ دسامبر سال ۱۹۷۵ درگذشت.

## شروع فعالیت‌های ادبی
محمد عارف با نوشتن اشعار، داستان‌ها و مقالات در سال‌های ۲۰ قرن ۲۰ اولین قدم‌های خود در ادبیات را برداشت. در همان بازه زمانی اشعار وی همچون «بچه‌های خانه به دوش»، «ترانه‌های آخرین بهار»، «رنگ‌های برودسکی»، «هواپیما و من»، «یکی از دو نشاط»، «علاقه» و داستان‌هایش به نام‌های «ازدواج آخر»، «میان‌بر»، «دام پزشک» و «تار به صدا درمی آید» در جریده‌ها و مجلات متنوعی به انتشار رسید.
اولین مقاله خود را با لقب «محمد باقر اهل خیزی» در سال ۱۹۲۳ در روزنامه «کمونیست» منتشر کرد. علاوه بر این، مقاله‌های طنزآمیز وی نظیر «ناامیدم»، «شاید درست بشود»، «آگهی»، «حوصله» و «اخبار مرثیه» تحت عنوان «مغمون اهل خیزی» در نشریه ملا نصرالدین به انتشار می‌رسید. از سال ۱۹۲۵ به بعد آثار خود را با لقب محمد عارف منتشر نمود.

## فعالیت‌های سیاسی
محمد عارف در کنار نویسندگی، به عنوان سیاستمدار نیز شهرت بسزایی دارد. وی برای مدت طولانی تصدی دستیاری رئیس کمیسیون شوروی- ایران را عهده‌دار بود. دو بار به نمایندگی شورای باکو (مجلس ملی) انتخاب شده بود. بین سال‌های ۱۹۶۳ الی ۱۹۶۷ نماینده شورای عالی باکو و رئیس همان شورا بود.

## نشان‌ها و جوایز
نشان لنین (۱۹۷۱)، نشان انقلاب اکتبر (۱۹۷۴) و «خادم ممتاز معارف» (۱۹۶۴) و دو بار نیز نشان «پرچم سرخ کار» (۱۹۳۹، ۱۹۶۴) به وی اعطا شد.